# Driehuizen
Driehuizen (52° 35′ N, 4° 48′ L) é uma cidade dos Países Baixos, na província de Holanda do Norte. Driehuizen pertence ao município de Alkmaar, e está situada a 8 km, a sul de Alkmaar.
A área de Driehuizen, que também inclui as partes periféricas da cidade, bem como a zona rural circundante, tem uma população estimada em 180 habitantes.